# Giovanni Battista Casti
Giovanni Battista (eller Giambattista) Casti, född 29 augusti 1724 och död 5 februari 1803 i Paris, var en italiensk skald.
Casti var en tid hovpoet i Wien. Han var mycket produktiv, och har efterlämnat en rad "Novelle galanti", sonetter, satirer och operetter.